# Campionato dei Caraibi di rugby a 15 2015
Il campionato dei Caraibi di rugby 2015 (in inglese 2015 NACRA Rugby Championship) fu la 8ª edizione del campionato dei Caraibi di rugby a 15 organizzata dal NACRA, la confederazione continentale rugbistica centro-nordamericana.
Il titolo è andato a Trinidad e Tobago che sul proprio campo di Port of Spain ha sconfitto in finale il Messico.

## Squadre Partecipanti
Le 14 squadre divise in zone regionali (Nord e Sud) di 7 squadre ciascuno furono divise in due gruppi di merito. Il principale chiamato Championship League e il secondario chiamato Cup League. Le partecipanti di ogni girone si incontrarono tra di loro in un girone di sola andata. Le prime classificate dei due gironi di Championship League disputarono la finale per il titolo, mentre le prime classificate dei due gironi di Cup League incontrarono la terza classificata del girone di Championship League, della propria zona,  per la qualificazione alla Championship League 2016.
| Zona                | Nord                                            | Sud                                                                             |
| ------------------- | ----------------------------------------------- | ------------------------------------------------------------------------------- |
| Championship League | - Isole Cayman - Messico - USA South            | - Barbados - Guyana - Trinidad e Tobago                                         |
| Cup League          | - Bahamas - Bermuda - Turks e Caicos - Giamaica | - Curaçao - Isole Vergini Britanniche - Saint Lucia - Saint Vincent e Grenadine |

## Championship League

### Zona Nord
| Città del Messico 7 marzo | Messico | 50 – 25 referto               | USA South | Estadio Roberto "Tapatio" Mendez |
| 4’ Henning Morris 8’ Arredondo 35’ Cordone 47’ Pierre 56’ Carner 67’ Sandros 73’ Nadaud Del Castillo 78’ Rodriguez Escobedo mt 24’, 76’ Winiarczyk 64’ Gouda 5’, 36’ Carner 33’, 44’, 68’ Sandros tr 25’, 76’ Hughston c.p. 20’, 34’ Hughston |         |                               |           |                                  |
| |         |                               |           |                                  |
| 4’ Henning Morris 8’ Arredondo 35’ Cordone 47’ Pierre 56’ Carner 67’ Sandros 73’ Nadaud Del Castillo 78’ Rodriguez Escobedo | mt      | 24’, 76’ Winiarczyk 64’ Gouda |           |                                  |
| 5’, 36’ Carner 33’, 44’, 68’ Sandros | tr      | 25’, 76’ Hughston             |           |                                  |
| | c.p.    | 20’, 34’ Hughston             |           |                                  |

| Marietta 21 marzo 2015 | USA South | 24 – 25 referto                  | Isole Cayman | Life University |
| 12’ Smith 38’ Doyle 45’, 62’ Winiarczyk mt 22’ Wight 54’ Hayward 72’ Murphy 39’, 46’ Baistrocchi tr 55’, 73’ Hayward c.p. 7’, 78’ Hayward |           |                                  |              |                 |
| |           |                                  |              |                 |
| 12’ Smith 38’ Doyle 45’, 62’ Winiarczyk                                                                                                   | mt        | 22’ Wight 54’ Hayward 72’ Murphy |              |                 |
| 39’, 46’ Baistrocchi | tr        | 55’, 73’ Hayward                 |              |                 |
| | c.p.      | 7’, 78’ Hayward                  |              |                 |

| George Town 11 aprile 2015                                                                                            | Isole Cayman | 3 – 24 referto                                                  | Messico | Truman Bodden Sports Comple |
| mt 25’ Rodriguez 40’ Flegmann Sandler 78’, 89’ Nadaud Del Castillo tr 78’, 80’ Susarrey Diaz-Barriga 49’ Hayward c.p. |              |                                                                 |         |                             |
| |              |                                                                 |         |                             |
| | mt           | 25’ Rodriguez 40’ Flegmann Sandler 78’, 89’ Nadaud Del Castillo |         |                             |
| | tr           | 78’, 80’ Susarrey Diaz-Barriga                                  |         |                             |
| 49’ Hayward | c.p.         |                                                                 |         |                             |

Classifica
|  | Classifica   | G | V | N | P | PF | P- | diff. | BM | BS | PT |
|  | ------------ | - | - | - | - | -- | -- | ----- | -- | -- | -- |
|  | Messico      | 2 | 2 | 0 | 0 | 74 | 28 | +46   | 2  | 0  | 10 |
|  | Isole Cayman | 2 | 1 | 0 | 1 | 28 | 48 | -20   | 1  | 0  | 5  |
|  | USA South    | 2 | 0 | 0 | 2 | 49 | 75 | -26   | 1  | 1  | 1  |

- Messico qualificato alla finale.
- USA South al play-out promozione/retrocessione

### Zona Sud
| Georgetown 7 marzo 2015 | Guyana | 48 – 22 referto                         | Barbados | Providence Stadium (500 spett.) |
| 15’ Corbin 28’, 70’ Angus 36’, 48’ Bailey 43’ Butts 50’ Henry 55’ Staglon mt 20’, 58’ Faggiani 66’ Millar 74’ Clarke 28’, 43’, 51’ Gonsalves 55’ Prowell tr 66’ Cummins |        |                                         |          |                                 |
| |        |                                         |          |                                 |
| 15’ Corbin 28’, 70’ Angus 36’, 48’ Bailey 43’ Butts 50’ Henry 55’ Staglon                                                                                               | mt     | 20’, 58’ Faggiani 66’ Millar 74’ Clarke |          |                                 |
| 28’, 43’, 51’ Gonsalves 55’ Prowell | tr     | 66’ Cummins                             |          |                                 |

| Bridgetown 21 marzo 2015 | Barbados | 7 – 44 referto                                                                 | Trinidad e Tobago | Garrison Savannah Racetrack (200 spett.) |
| 33’ Walcott mt 5’, 54’ Joseph 16’ Wright 20’ Smith 59’ Quashie 69’, 74’ Richards 78’ Flemming 33’ Carter tr 16’, 20’ Guerra |          |                                                                                |                   |                                          |
| |          |                                                                                |                   |                                          |
| 33’ Walcott | mt       | 5’, 54’ Joseph 16’ Wright 20’ Smith 59’ Quashie 69’, 74’ Richards 78’ Flemming |                   |                                          |
| 33’ Carter | tr       | 16’, 20’ Guerra                                                                |                   |                                          |

| Port of Spain 11 aprile 2015                                                                            | Trinidad e Tobago | 22 – 20 referto                          | Guyana | Fatima College (400 spett.) |
| 22’ Phillip 37’ Wright 60’ Alleyne 69’ Cabera mt 43’, 78’ McKenzie 64’ Corbin 72’ Staglon 38’ Guerra tr |                   |                                          |        |                             |
| |                   |                                          |        |                             |
| 22’ Phillip 37’ Wright 60’ Alleyne 69’ Cabera                                                           | mt                | 43’, 78’ McKenzie 64’ Corbin 72’ Staglon |        |                             |
| 38’ Guerra                                                                                              | tr                |                                          |        |                             |

Classifica
|  | Classifica        | G | V | N | P | PF | P-  | diff. | BM | BS | PT |
|  | ----------------- | - | - | - | - | -- | --- | ----- | -- | -- | -- |
|  | Trinidad e Tobago | 2 | 2 | 0 | 0 | 66 | +27 | 39    | 2  | 0  | 10 |
|  | Guyana            | 2 | 1 | 0 | 1 | 68 | 44  | +24   | 2  | 1  | 7  |
|  | Barbados          | 2 | 0 | 0 | 2 | 29 | 92  | -63   | 1  | 0  | 1  |

- Trinidad e Tobago qualificato alla finale.
- Barbados al play-out promozione/retrocessione

## Cup League

### Zona nord
| Hamilton 7 marzo 2015 | Bermuda | 55 – 3 referto | Turks e Caicos | Bermuda National Stadium (250 spett.) |
| 2’, 70’ Cole 43’ Dobinson 46’ Davis 57’ Healy 63’ Cumbers 78’ tecnica mt 46’, 57’, 70’, 78’ Calow tr 10’, 15’, 25’, 38’ Calow c.p. 75’ Butler |         |                |                |                                       |
| |         |                |                |                                       |
| 2’, 70’ Cole 43’ Dobinson 46’ Davis 57’ Healy 63’ Cumbers 78’ tecnica                                                                         | mt      |                |                |                                       |
| 46’, 57’, 70’, 78’ Calow | tr      |                |                |                                       |
| 10’, 15’, 25’, 38’ Calow | c.p.    | 75’ Butler     |                |                                       |

| Nassau 21 marzo 2015                                                                                                 | Bahamas | 21 – 15 referto                  | Bermuda | Winston Rugby Centre |
| 38’ Rolle 45’ Watkins 76’ Smith mt 24’ Davis 50’ Van Der Westhuizen 39’, 46’, 77’ Salabie tr 25’ Calow c.p. 8’ Calow |         |                                  |         |                      |
| |         |                                  |         |                      |
| 38’ Rolle 45’ Watkins 76’ Smith                                                                                      | mt      | 24’ Davis 50’ Van Der Westhuizen |         |                      |
| 39’, 46’, 77’ Salabie                                                                                                | tr      | 25’ Calow                        |         |                      |
| | c.p.    | 8’ Calow                         |         |                      |

| Turks e Caicos 18 aprile 2015                                                                         | Turks e Caicos | 7 – 24 referto             | Bahamas | Meridian Field (200 spett.) |
| 36’ Turbyfield mt 19’ Beadle 21’ Cutler 37’ Turbyfield tr 19’ Salabie c.p. 10’, 45’, 50’, 71’ Salabie |                |                            |         |                             |
| |                |                            |         |                             |
| 36’ Turbyfield                                                                                        | mt             | 19’ Beadle 21’ Cutler      |         |                             |
| 37’ Turbyfield                                                                                        | tr             | 19’ Salabie                |         |                             |
| | c.p.           | 10’, 45’, 50’, 71’ Salabie |         |                             |

Classifica
|  | Classifica     | G | V | N | P | PF | P- | diff. | BM | BS | PT |
|  | -------------- | - | - | - | - | -- | -- | ----- | -- | -- | -- |
|  | Bahamas        | 2 | 2 | 0 | 0 | 45 | 22 | 23    | 0  | 0  | 8  |
|  | Bermuda        | 2 | 1 | 0 | 1 | 70 | 24 | 46    | 1  | 1  | 6  |
|  | Turks e Caicos | 2 | 0 | 0 | 2 | 10 | 79 | -69   | 0  | 0  | 0  |

- Bahamas al play-out promozione/retrocessione

### Zona Sud
| Castries 28 febbraio 2015                                                                                       | Saint Lucia | 14 – 22 referto                 | Isole Vergini Britanniche | Mindoo Phillip Park (50 spett.) |
| 32’ Eugene 43’ Butcher mt 35’ Hafner 68’ Adams 80’ Maduro 32’, 44’ Samuels tr 36’, 69’ Greenan c.p. 40’ Greenan |             |                                 |                           |                                 |
| |             |                                 |                           |                                 |
| 32’ Eugene 43’ Butcher                                                                                          | mt          | 35’ Hafner 68’ Adams 80’ Maduro |                           |                                 |
| 32’, 44’ Samuels                                                                                                | tr          | 36’, 69’ Greenan                |                           |                                 |
| | c.p.        | 40’ Greenan                     |                           |                                 |

| Willemstad 7 marzo 2015 | Curaçao | 24 – 24 referto                               | Saint Vincent e Grenadine | CH Mahuma Field |
| 47’ Verburg 62’ Sonnenberg 60’ Perry 75’ Dekker mt 22’ Comas 24’ Phillips 32’ Lewis 55’ Matthews 48’, 62’ Perry tr 23’, 33’ Kruger |         |                                               |                           |                 |
| |         |                                               |                           |                 |
| 47’ Verburg 62’ Sonnenberg 60’ Perry 75’ Dekker                                                                                    | mt      | 22’ Comas 24’ Phillips 32’ Lewis 55’ Matthews |                           |                 |
| 48’, 62’ Perry | tr      | 23’, 33’ Kruger                               |                           |                 |

| Castries 21 marzo 2015                                             | Saint Lucia | 8 – 16 referto        | Saint Vincent e Grenadine | Mindoo Phillip Park (30 spett.) |
| 74’ Hunte mt 32’, 36’ Lewis 67’ Samuels c.p. 40’ Kruger 79’ Barnum |             |                       |                           |                                 |
|                                                                    |             |                       |                           |                                 |
| 74’ Hunte                                                          | mt          | 32’, 36’ Lewis        |                           |                                 |
| 67’ Samuels                                                        | c.p.        | 40’ Kruger 79’ Barnum |                           |                                 |

| Castries 11 aprile 2015 | Saint Lucia | 19 – 36 referto      | Curaçao | Mindoo Phillip Park (100 spett.) |
| 19’ Van Der Zaag 35’ Anoldus 38’, 53’, 70’ Van Noort 48’ Anoldus mt 22’, 73’, 75’ Eugene 20’, 39’, 71’ Perry tr 23’, 73’ Samuels |             |                      |         |                                  |
| |             |                      |         |                                  |
| 19’ Van Der Zaag 35’ Anoldus 38’, 53’, 70’ Van Noort 48’ Anoldus                                                                 | mt          | 22’, 73’, 75’ Eugene |         |                                  |
| 20’, 39’, 71’ Perry | tr          | 23’, 73’ Samuels     |         |                                  |

| Kingstown 18 aprile 2015                                                                                     | Saint Vincent e Grenadine | 15 – 22 referto                            | Isole Vergini Britanniche | Arnos Vale Stadium |
| 29’ Barnum 52’ Lewis mt 36’ McDonald 42’ Kiel 66’ Morgan 77’ Harry 52’ Samuel tr 77’ Greenan 56’ Samuel c.p. |                           |                                            |                           |                    |
| |                           |                                            |                           |                    |
| 29’ Barnum 52’ Lewis                                                                                         | mt                        | 36’ McDonald 42’ Kiel 66’ Morgan 77’ Harry |                           |                    |
| 52’ Samuel                                                                                                   | tr                        | 77’ Greenan                                |                           |                    |
| 56’ Samuel                                                                                                   | c.p.                      |                                            |                           |                    |

| Road Town 2 maggio 2015                                | Isole Vergini Britanniche | 19 – 0 referto | Curaçao | A. O. Shirley Recreation Ground |
| 7’ Spencer 22’ Maxwell 78’ Kiel mt 7’, 78’ Thornton tr |                           |                |         |                                 |
|                                                        |                           |                |         |                                 |
| 7’ Spencer 22’ Maxwell 78’ Kiel                        | mt                        |                |         |                                 |
| 7’, 78’ Thornton                                       | tr                        |                |         |                                 |

Classifica
|  | Classifica                | G | V | N | P | PF | P- | diff. | BM | BS | PT |
|  | ------------------------- | - | - | - | - | -- | -- | ----- | -- | -- | -- |
|  | Isole Vergini Britanniche | 3 | 3 | 0 | 0 | 63 | 29 | +34   | 0  | 0  | 12 |
|  | Curaçao                   | 3 | 1 | 1 | 1 | 60 | 62 | -2    | 2  | 0  | 8  |
|  | Saint Vincent e Grenadine | 3 | 1 | 1 | 1 | 55 | 54 | +1    | 0  | 1  | 7  |
|  | Saint Lucia               | 3 | 0 | 0 | 3 | 41 | 74 | -33   | 0  | 0  | 0  |

- Isole Vergini Britanniche al play-out promozione/retrocessione

## Play-out promozione/retrocessione

### Zona nord
| Nassau 9 gennaio 2016 | Bahamas | 18 – 37 referto                         | USA South | Winston Rugby Centre, (300 spett.) |
| 36’ Deveaux 42’ Boodie mt 5’ Doyle 40+1’, 74’ Hughston 68’ Boodie 37’ Charlton tr 6’, 40+2’, 69’, 74’ Hughston 7’ Charlton 29’ Albury c.p. 32’, 49’, 56’ Hughston |         |                                         |           |                                    |
| |         |                                         |           |                                    |
| 36’ Deveaux 42’ Boodie | mt      | 5’ Doyle 40+1’, 74’ Hughston 68’ Boodie |           |                                    |
| 37’ Charlton | tr      | 6’, 40+2’, 69’, 74’ Hughston            |           |                                    |
| 7’ Charlton 29’ Albury | c.p.    | 32’, 49’, 56’ Hughston                  |           |                                    |

USA South è stata promossa alla Championship League 2016 e le Bahamas relegate alla Cup League 2016

### Zona Sud
| Road Town 7 novembre 2015                                                                                   | Isole Vergini Britanniche | 15 – 17 referto        | Barbados | A. O. Shirley Recreation Ground (100 spett.) |
| 15’ Wilson 39’ Holmes mt 33’ Edwards 59’ Carter 16’ Thornton tr 34’, 60’ Carter 2’ Thornton c.p. 10’ Carter |                           |                        |          |                                              |
| |                           |                        |          |                                              |
| 15’ Wilson 39’ Holmes                                                                                       | mt                        | 33’ Edwards 59’ Carter |          |                                              |
| 16’ Thornton                                                                                                | tr                        | 34’, 60’ Carter        |          |                                              |
| 2’ Thornton                                                                                                 | c.p.                      | 10’ Carter             |          |                                              |

Barbados è stata promossa alla Championship League 2016 e le Isole Vergini Britanniche relegate alla Cup League 2016

## Finale
| Port of Spain 25 aprile 2015 | Trinidad e Tobago | 30 – 16 referto                 | Messico | Saint Mary's College (450 spett.) |
| 9’ Roberts 31’ Frederick 40’ tecnica 74’ Silverthorn mt 46’ Flegmann Sandler 66’ Pierre 32’, 75’ Taylor tr 26’ Taylor 34’ Guerra c.p. 10’, 29’ Carner |                   |                                 |         |                                   |
| |                   |                                 |         |                                   |
| 9’ Roberts 31’ Frederick 40’ tecnica 74’ Silverthorn                                                                                                  | mt                | 46’ Flegmann Sandler 66’ Pierre |         |                                   |
| 32’, 75’ Taylor | tr                |                                 |         |                                   |
| 26’ Taylor 34’ Guerra | c.p.              | 10’, 29’ Carner                 |         |                                   |